# Puno

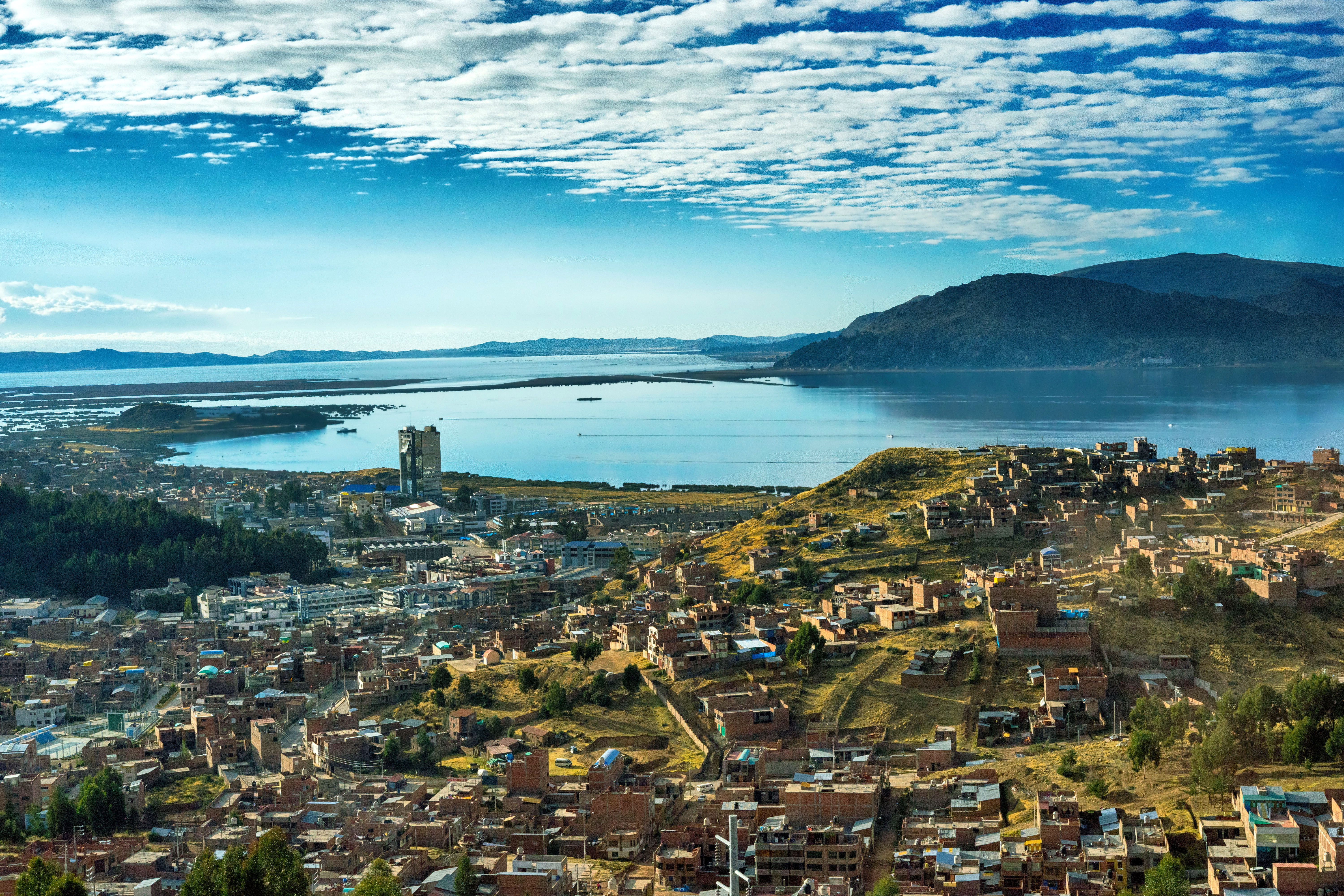
Vy över Puno.

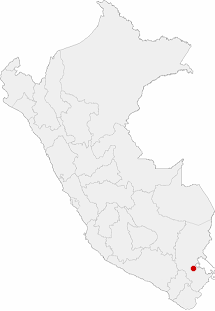
Punos läge i Peru.

Puno är en stad i sydöstra Peru och är belägen vid stranden av Titicacasjön, världens högst belägna segelbara sjö, 3 860 m över havet. Staden är administrativ huvudort för departementet Puno samt Punoprovinsen, och hade 140 839 invånare 2015. Området runt Puno har ett betydande jordbruk och en betydande boskapsskötsel, speciellt av lamadjur och alpackor vilka betar på de vidsträckta platåerna och fälten.

## Historia
Punos betydelse för Inkariket återspeglas i legenden för Inkarikets bildande. Enligt traditionen var det Manco Capac, den första Inkan, som steg upp ur Titicacasjöns vatten, på solgudens order, för att grunda Inkariket som fick sitt centrum i den närbelägna staden Cusco.
1668 grundade vicehertigen Conde de Lemos San Juan Bautista de Puno som huvudstad i provinsen Paucarcolla. Senare döptes staden om till San Carlos de Puno, till ära av den regerande kungen Karl II av Spanien. Från den stunden förändrades staden när spanska präster, i sin iver att evangelisera inkaindianerna, byggde kyrkor som fortfarande finns kvar i dag.